# Lago Washington
Il lago Washington (in lingua inglese Lake Washington) è un lago naturale che si trova nel territorio degli Stati Uniti. È, dopo il lago Chelan, il secondo in estensione tra i laghi dello Stato di Washington e il più esteso della contea di King. Tra le principali città che si trovano nelle sue vicinanze troviamo Seattle ad ovest, Bellevue e Kirkland ad est, Renton a sud e Kenmore sul versante nord. Il lago è caratterizzato dalla presenza di un'isola centrale, Mercer Island, e viene alimentato dai suoi due principali immissari, lo Sammamish River da nord e il Cedar River da sud.
Dal 1916 il lago è collegato da un canale alla grande insenatura naturale dell'Oceano Pacifico chiamata stretto di Puget.
Il lago è conosciuto con il suo attuale nome dal 1854, attribuitogli da Thomas Mercer, che lo suggerì dopo che l'anno prima l'intero territorio venne dedicato a Washington. Per la tribù nativoamericana dei Duwamish era conosciuto come "Lago Xacuabš", che in lingua Lushootseed significa letteralmente "Grande-quantità-d'acqua".

## Economia
L'economia industriale è legata alla presenza di aziende che operano nel settore cantieristico, la produzione dei quali ha avuto tra i principali committenti la US Navy.
Sul lago opera anche la compagnia aerea Kenmore Air, la quale effettua un servizio passeggeri tramite idrovolanti e anfibi presso la Kenmore Air Harbor, nelle vicinanze dell'omonima città situata sul versante nord.